# カントゥチーニ

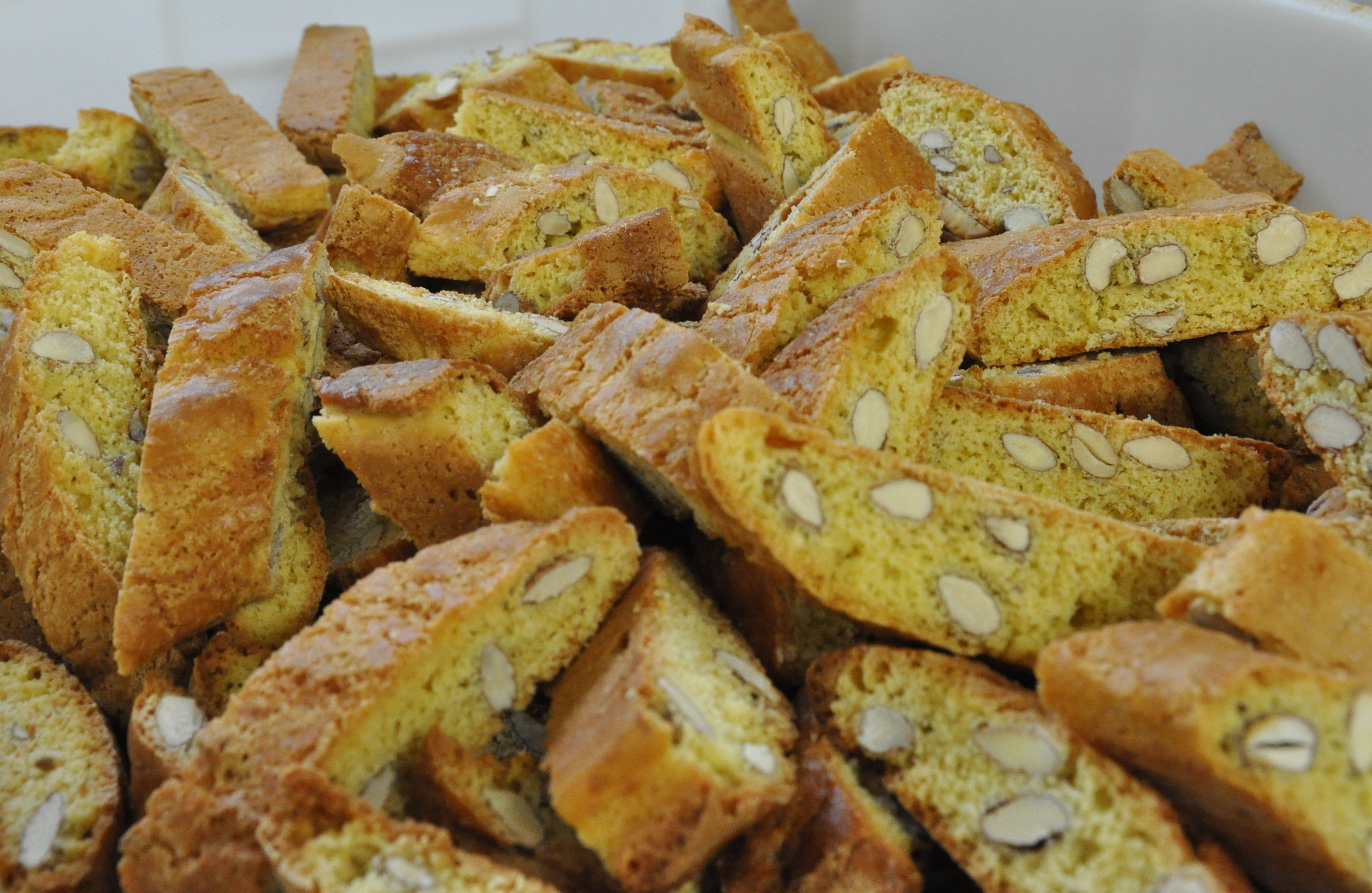
カントゥチーニ

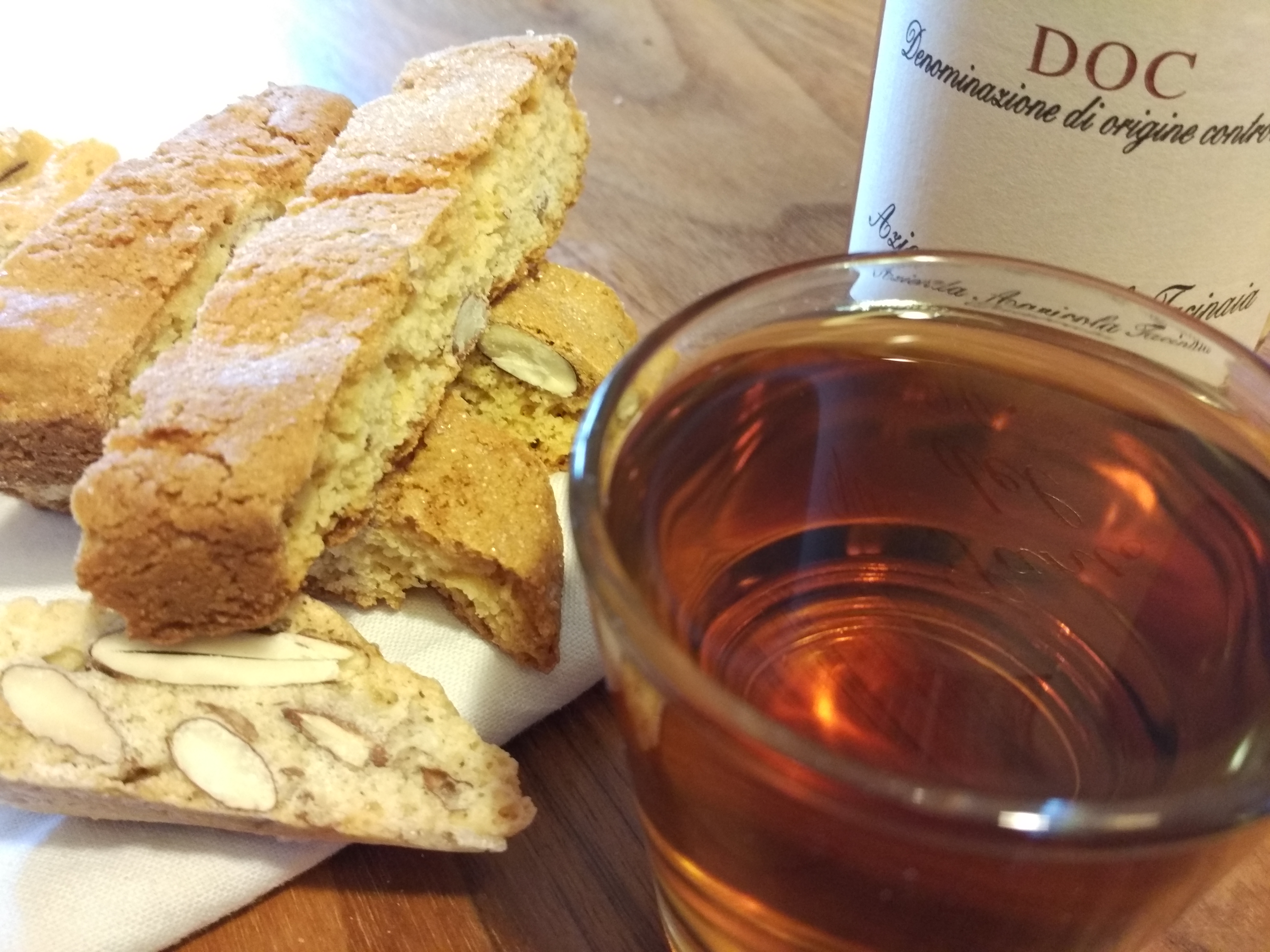
ヴィン・サントとカントゥチーニ

カントゥチーニ（伊: cantuccini）は、イタリアのアーモンド風味の硬いビスコッティの一種。カントッチ (cantucci) ともいう。日本語のカタカナ表記としてはカントゥッチーニ、カントチーニもある。
カントゥチーニはトスカーナ地方での呼び名であり、広くはビスコッティ（伊: biscotti）と呼ばれる。

## 名称
ビスコッティ・ディ・プラート（伊: Biscotti di Prato、「プラートのビスコッティ」の意）とも呼ばれるトスカーナ地方の伝統菓子である。カント（伊: canto）はイタリア語で「歌」の意であり、カントッチは「小さな歌」の意となる。堅いカントゥチーニをかじったときのカリっという音を表しているとされる。

## 歴史
プラートが発祥、1600年代終わりにピサで誕生した、古代ローマからあるのではないかと諸説あり起源ははっきりしない。マントヴァ侯妃のイザベラ・デステ（1474年-1539年）がトスカーナの地方菓子であったカントゥチーニを知って、お抱え料理人に作らせ、イタリア半島に広めさせたという話も伝わってはいるが、こちらも起源同様に定かではない。
当初は小麦粉、砂糖、卵白を材料に作られていたが、現在ではアーモンドを加えたものが定着している。
ビスケット同様に2度焼きしてあり、これがビスコッティの名前の由来ともなっている。1度めは塊のまま焼き、切ってから2度めを焼くのが特徴である。
トスカーナ地方ではカントゥチーニを食後のデザートとしてヴィン・サント（甘口ワイン）に浸しながら食べられている。
2度焼きして水分を飛ばすため堅いのが特徴ではあるが、1度しか焼かないカントゥチーニなど軟らかいものも存在する。